# Datang International Power
Datang International Power (Datang Power) ist ein chinesisches Unternehmen mit Firmensitz in Peking.
Das Unternehmen ist im Energiesektor tätig. Als staatseigenes Unternehmen wurde es 1994 gegründet. Geleitet wird es von Di Ruoyu. Datang International Power gehört zu den fünf großen staatseigenen Energieversorgern in China und ist insbesondere in Nordchina aktiv. Das Unternehmen betreibt Kraftwerke mit einer installierten Leistung von 40 GW. Seit 1997 ist das Unternehmen an den Börsen in Hongkong und London gelistet.